# Oedalea montana
Oedalea montana är en tvåvingeart som beskrevs av Chvala 1981. Oedalea montana ingår i släktet Oedalea och familjen puckeldansflugor. Inga underarter finns listade i Catalogue of Life.